# نورس مخطط الذيل
نورس مخطط الذيل (الاسم العلمي: Larus belcheri) (بالإنجليزية: Band-tailed Gull)‏ هو نوع من الطيور يتبع جنس النورس من الفصيلة النورسية.